# Salvador Bartolí
Salvador Bartolí i Soler (Barcelona, 8 de marzo de 1875-c. 1955)  fue un compositor y pianista español.

## Biografía
Fue autor de varias zarzuelas, como Trista aubada, con libreto de Josep Maria Folch i Torres, que se estrenó en 1901 en el Teatro Tívoli; y La llar, con texto de Víctor Brosa, estrenada en 1908 en el Teatro Principal. Fue también autor de las sardanas Infantívola (1907) y La pastoreta (1908); obras de música sacra, como Despedida a María (1898); Hoy nace mi Dios, villancico (1911), Yo soy para ti, motete (1898); canciones, como Cacho de cielo (1894) y Alborada (1905), con texto de Francesc Gras; bailables como Carezze, vals Boston (1907), Carina, mazurka (1897), The skaters, schottisch (1918); y piezas de música con finalidad pedagógica: Ball dels gegants d'Olot (1908), Sis cansons populars catalanes transcrites fàcils per a piano (1909), Tannhäuser, fantasía fácil para piano (1928).
Su hijo Josep Bartolí fue pintor.